# Masayuki Tokutake
Masayuki Tokutake (徳武 正之 Tokutake Masayuki?, nacido el 18 de agosto de 1991 en Tokio) es un futbolista japonés que se desempeña como defensa.

## Trayectoria

### Clubes
| Club              | País  | Año         |
| ----------------- | ----- | ----------- |
| Zweigen Kanazawa  | Japón | 2014 - 2015 |
| Azul Claro Numazu | Japón | 2016 -      |

## Estadística de carrera

### J. League
| Club              | Año   | J. League | J. League | Copa J. League | Copa J. League | Total | Total |
| Club              | Año   | Part.     | Goles     | Part.          | Goles          | Part. | Goles |
| ----------------- | ----- | --------- | --------- | -------------- | -------------- | ----- | ----- |
| Zweigen Kanazawa  | 2014  | 7         | 0         | -              | -              | 7     | 0     |
| Zweigen Kanazawa  | 2015  | 0         | 0         | -              | -              | 0     | 0     |
| Azul Claro Numazu | 2017  | 29        | 0         | -              | -              | 29    | 0     |
| Total             | Total | 36        | 0         | 0              | 0              | 36    | 0     |